# William Robert Woodman
Dr. William Robert Woodman (1828-1891) fue un médico británico y uno de los fundadores de la Orden Hermética del Alba Dorada (Golden Dawn). 

## Biografía

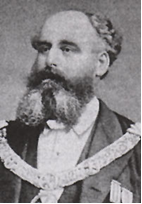
Dr. William Robert Woodman

Nació en Inglaterra. Estudió Medicina, graduándose en 1851. Creó su propia práctica en Stoke Newington, barrio londinense, donde también se desempeñó como cirujano de la policía. 
Su amor por la jardinería lo llevó a convertirse en un destacado horticultor, de modo que, después de su muerte, la Royal Horticultural Society erigió un monumento en su tumba en Willesden.
Su gran interés por otras actividades, las esotéricas, le indujo a afiliarse a varias órdenes iniciáticas, incluyendo la Orden de la Cruz Roja de Constantino.
En 1867 fue admitido en la Societas Rosicruciana in Anglia, donde ocupó varios cargos importantes, entre otros, el Secretario General (febrero 1868) y, después de la muerte de Robert Wentworth Little, de la "Supremus Mago" (abril de 1878). Bajo su liderazgo, la Orden se expandió de Londres para el resto de Inglaterra, a Australia y los Estados Unidos de América.
En 1888 se asoció con William Wynn Westcott y Samuel Liddell MacGregor Mathers, la fundación de la Orden Hermética del Alba Dorada (Golden Dawn), que se convertiría en la sociedad de la Rosacruz más importantes en el siglo XIX en Europa.